# Menura novaehollandiae
L'uccello lira comune o maggiore (Menura novaehollandiae Latham, 1801) è un uccello passeriforme della famiglia dei Menuridi. Nelle lingue australiane aborigene della zona in cui è diffuso questo animale viene chiamato (anche dai non aborigeni) weringerong.

## Distribuzione e habitat
Con tre sottospecie (Menura novaehollandiae edwardi, Menura novaehollandiae novaehollandiae e Menura novaehollandiae victoriae) l'uccello lira è diffuso nella fascia costiera dell'Australia orientale, a sud di Brisbane, negli stati di Queensland, Nuovo Galles del Sud e Victoria: durante il XIX secolo, è stato inoltre introdotto in Tasmania, dove si è stabilito con successo, occupando attualmente la porzione centrale e meridionale dell'isola.
Il suo habitat è costituito dalle aree di fitta boscaglia e foresta, spesso inaccessibili a causa della natura accidentata del terreno.

## Descrizione

### Dimensioni
La lunghezza del corpo può raggiungere i 50 cm in ambedue i sessi, misura questa che li rende fra i passeriformi di maggiori dimensioni, assieme ai due corvidi Corvus corax e Corvus crassirostris: a questi si aggiungono altri 40 cm di coda nella femmina, che divengono fino a 70 nel maschio. Il peso si attesta attorno al chilo nel maschio e agli 800 g nella femmina.

### Aspetto

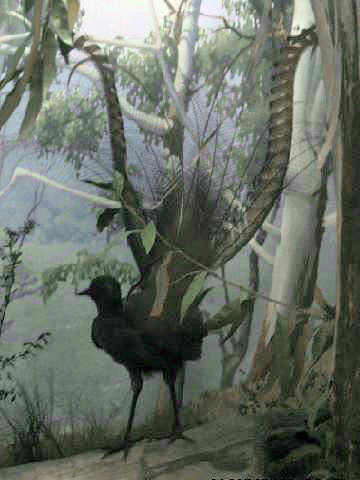
maschio impagliato: la sua postura è tuttavia errata, in quanto esso è solito tenere la coda orizzontale rispetto al corpo durante il moto, e non perpendicolare rispetto al corpo come nell'immagine.

L'uccello lira possiede fisionomia simile a quella dei gallinacei, al punto da essere stato in passato classificato assieme ad essi: il corpo è infatti tozzo e massiccio, il collo sottile, la testa arrotondata con grandi occhi e becco piuttosto lungo ed uncinato all'apice, le ali corte e le zampe forti e dotate di lunghi tarsi e forti unghie.

Il piumaggio è grigio-brunastro uniforme, con sfumature rossicce sul dorso e sulla gola: il becco e le zampe sono neri.
La coda dei maschi si compone di sedici timoniere, delle quali le dodici centrali sono lunghe e sottili, di colore bianco, dotate di barbe grossolane, mentre le esterne e le mediane sono curvate a forma di "S" e rivolte verso l'esterno, a formare una sorta di lira dalla quale l'animale prende il nome: queste ultime presentano fasce alternate di colore bruno-arancio e bruno-ruggine, mentre le timoniere caudali esterne sono di colore grigio scuro, con punte nere e frange bianche. Nella femmina queste ornamentazioni sono del tutto assenti, ed anche se la coda ha comunque una lunghezza rispettabile essa è di foggia simile a quella degli altri uccelli.

## Biologia
Gli uccelli lira sono animali solitari, timidi e cauti, difficili da avvistare nonostante la grossa taglia e la splendida coda anche nelle zone in cui essi sono comuni: assai più facile è invece sentirli, in quanto essi hanno una voce assai potente. Straordinarie sono le capacità imitative di questa specie, ben superiori a quelle dei grossi pappagalli o dei corvidi nostrani: ambedue i sessi, grazie al siringe muscoloso ed assai complesso, sono in grado di riprodurre praticamente qualsiasi suono abbiano udito in precedenza, sia esso il verso di un altro animale (o di più animali) oppure il rumore di qualche attrezzo.

L'uccello lira, a differenza dei suoi parenti, è un cattivo volatore e s'innalza in volo solo raramente e per brevi tratti: anche per sfuggire ai nemici, preferisce camminare, azione durante la quale ricorda molto i fagiani nostrani in quanto tiene il corpo allungato in avanti, la testa rivolta al suolo e la coda ben chiusa. Sia i maschi che le femmina delimitano territori che difendono accanitamente da intrusi conspecifici di ambo i sessi, ad eccezione del periodo degli amori: solo occasionalmente si può osservare a coppie.

### Alimentazione
Si tratta di animali insettivori, che si nutrono di insetti ed altri invertebrati che trovano al suolo, eventualmente raspando nel letto di foglie secche che ricopre il terreno, in maniera simile ai gallinacei: di tanto in tanto, mangiano anche bacche, frutti e semi.

### Riproduzione
Il periodo riproduttivo comincia in agosto, che nell'emisfero australe corrisponde alla fine dell'inverno: i maschi costruiscono delle piccole collinette di terra e detriti, sulle quali si esibiscono per attrarre le femmine. Le azioni del maschio consistono nel piegare il corpo a forma di "C", in modo tale che le lunghe piume della coda, che viene allargata e richiusa freneticamente, vadano a coprire il resto del corpo: contemporaneamente, il maschio emette in continuazione richiami che comprendono anche imitazioni perfette dei suoni che l'animale ha sentito nel corso della sua vita.

Con questa esibizione, il maschio cerca di attrarre a sé il maggior numero possibile di femmine, con le quali poi si accoppia: la femmina depone un unico uovo, che viene covato per circa 50 giorni. Il piccolo, che ha colorazione simile a quella dei genitori ed è già in grado di muoversi velocemente poco tempo dopo la schiusa, passa con la madre un periodo di tempo piuttosto lungo, spesso allontanandosi da lei solo alla successiva stagione degli amori.

## L'uccello lira nella cultura
L'uccello lira è probabilmente uno degli animali australiani meglio conosciuti in tutto il mondo, sicuramente l'uccello australiano più noto: è presente in numerosi racconti della mitologia aborigena delle zone in cui è diffuso, inoltre compare come logo di numerose compagnie ed associazioni. L'uccello lira è inoltre rappresentato sul fronte delle monete australiane da 10 centesimi di dollaro ed appare nella filigrana della banconota da 100 della stessa valuta.